# Tachytrechus humeralis
Tachytrechus humeralis är en tvåvingeart som först beskrevs av Aldrich 1901.  Tachytrechus humeralis ingår i släktet Tachytrechus och familjen styltflugor. Inga underarter finns listade i Catalogue of Life.